# The Universal
"The Universal" är den brittiska alternativa rockgruppen Blurs trettonde singel, utgiven den 13 november 1995. Som bäst nådde singeln plats 5 på den brittiska topplistan. Detta var andra singeln från albumet The Great Escape. Musikvideon regisserades av Jonathan Glazer.

## Låtförteckning
- CD1

1. "The Universal"
2. "Ultranol"
3. "No Monsters in Me"
4. "Entertain Me" (the live it! remix)

- CD2  "The Universal II - live at the beeb"

1. "The Universal" (live)
2. "Mr Robinson's Quango" (live)
3. "It Could Be You" (live)
4. "Stereotypes" (live)

- Japansk CD

1. "The Universal"
2. "It Could Be You" (live)
3. "Stereotypes" (live)
4. "Entertain Me" (the live it! remix)

- 7" and kassett

1. "The Universal"
2. "Entertain Me" (the live it! remix)

Notera att 7"-singeln enbart gavs ut i jukeboxformat och aldrig var tillgänglig kommersiellt. Samtliga låtar är skrivna av Albarn/Coxon/James/Rowntree.